# 맨발

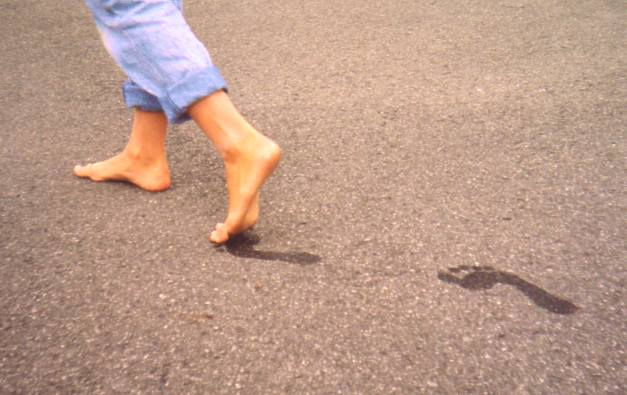

맨발은 풋웨어를 신지 않은 상태를 의미한다.
맨발로 다니는 경우 건강상의 이점과 일부 위험이 뒷따른다. 신발 등 보호구를 착용한 상태에서는 발의 유연성, 강도, 이동성을 제한할 수 있다.
특히 체조, 무예 등 평발로 공연하는 수많은 운동이 있으며 비치발리볼, 수영 등도 이에 포함된다.

## 추가 문헌
- Saidel, Rochelle G. (2006). 《The Jewish Women of Ravensbrück Concentration Camp》. Terrace Books. ISBN 978-0299198640. 2013년 3월 26일에 확인함.

## 같이 보기
- 발바닥
- 외치
- 맨발의 의사
- 맨발 공원